# 名古屋勧業協会
名古屋勧業協会（なごやかんぎょうきょうかい）は、名古屋市内の商工業者による実業団体。

## 概要
前身は愛知県五二会と名古屋商工懇話会であり、この二者を統合して成立した。大正および昭和初期を通して、名古屋市の商工業者の販路の拡大や貿易振興を担った。その目的を達するため、御大典奉祝名古屋博覧会や名古屋工業博覧会、納涼博覧会などの博覧会を多く催している。